# 바이오쇼크 인피니트
《바이오쇼크 인피니트》(영어: BioShock Infinite)는 이래셔널 게임스가 개발한 바이오쇼크 시리즈의 세 번째 작품이다. 발매 전에는 "프로젝트 이카루스"로 알려져 있었다. 2013년 3월 26일 윈도우와 Mac OS X, 플레이스테이션 3, 엑스박스 360용으로 전 세계에서 발매되었다. 아스피르가 한 OS X 포트는 2013년 8월 29일에 발매되었으며, 리눅스 포트는 2015년 3월 17일에 발매되었다. 2016년 9월 13일 BioShock: The Collection의 일부로 플레이스테이션 4와 엑스박스 원에 리마스터 버전이 이전 버전과 함께 출시되었다.
《바이오쇼크 인피니트》는 이전 바이오쇼크 게임의 스토리 라인을 따라가지 않으나 게임방식의 컨셉이나 테마는 이전작과 동일 노선을 타고 있다. 1912년 미국 예외주의가 성장하고 있는 시대를 배경으로 전직 군인이자 현직 탐정인 주인공 부커 드윗이 엘리자베스를 데려오라는 의뢰를 받고 공중 부유 도시 콜롬비아로 향하며 게임이 시작된다. 부커는 엘리자베스를 구출하지만 둘은 토착주의자와 그 반대 세력들에 의해 쫓기게 된다. 엘리자베스는 콜럼비아를 초토화시킬 수 있는 시공간 연속체 이동 능력을 가지고 있다.
플레이어는 게임 속에서 부커가 되어 인공지능으로 움직이는 엘리자베스와 함께 이전의 바이오쇼크 게임에서처럼 무기 조합, 도구 조합, 염동력(게임 속에서 얻을 수 있는 능력인 비거와 엘리자베스의 초능력)을 이용하여 콜롬비아의 적들과 싸워 나간다. 전작의 랩쳐가 수중 도시였기 때문에 공간의 제한이 있었던 반면, 열린 공중 도시인 콜롬비아는 시티 스카이 라인이라는 롤러 코스터와 같은 이동 수단을 이용하여 보다 도전적인 전투가 가능해졌다. 또한, 추가적으로 "1999 모드"라는 부가 특징을 가지고 있다. 리드 디자이너인 켄 레빈은 최근 미국에서 은행 자본가들을 대상으로 이루어졌던 "점령하라" 저항을 포함하여 19세기 있었던 중요한 역사적 사건에서 영감을 받았다.

## 평가
| 통합 점수      | 통합 점수                              |
| 통합사         | 점수                                   |
| -------------- | -------------------------------------- |
| 게임랭킹스     | (PS3) 96% (PC) 93% (X360) 92%          |
| 메타크리틱     | (PS3) 94/100 (PC) 94/100 (X360) 93/100 |
| 평론 점수      |                                        |
| 평론사         | 점수                                   |
| 에지           | 9/10                                   |
| EGM            | 10/10                                  |
| 유로게이머     | 10/10                                  |
| 게임 인포머    | 10/10                                  |
| 게임스팟       | 9/10                                   |
| 게임스레이더+  | [ 12 ]                                 |
| IGN            | 9.5/10                                 |
| Joystiq        | [ 14 ]                                 |
| OPM (UK)       | 10/10                                  |
| OXM (US)       | 9.5/10                                 |
| PC 게이머 (UK) | 91%                                    |
| VideoGamer.com | 8/10                                   |

| 수상                               | 수상                          |
| 평론사                             | 수상                          |
| ---------------------------------- | ----------------------------- |
| PlayStation Official Magazine - UK | 6th best PS3 game of all time |

## 같이 보기
- 《바이오쇼크》
- 《바이오쇼크 2》